# Patti Bown
Patti Bown (Seattle, 26 juli 1931 – Media (Pennsylvania), 21 maart 2008) was een Amerikaanse jazzmuzikante (zang, piano) en -componiste.

## Biografie
Bown begon op 2-jarige leeftijd piano te spelen. Haar zus was een klassiek pianiste. Ze studeerde piano terwijl ze met een muziekbeurs studeerde aan de universiteit van Seattle. Tegen het einde van de jaren 1940 speelde ze in lokale orkesten. Vanaf 1956 werkte ze als soliste in New York, waar ze al vroeg in sessies speelde met Billy Eckstine en Jimmy Rushing. In 1958 bracht ze het album Patti Bown Plays Big Piano uit onder haar eigen naam voor Columbia Records. Het jaar daarop werd ze door Quincy Jones uitgenodigd om deel te nemen aan een orkest voor de Europese tournee van de musical Free and Easy. Daar speelde ze ook met Bill Coleman in Parijs. In de jaren 1960 werkte ze uitgebreid in de studio's en nam ze op met Gene Ammons, Oliver Nelson, Cal Massey, Duke Ellington, Roland Kirk, George Russell en Harry Sweets Edison. Haar muzikale composities zijn opgenomen door jazzlegenden Sarah Vaughn, Benny Golson en Duke Ellington. Ze nam ook op met soulmuzikanten als Aretha Franklin en James Brown. Tussen 1962 en 1964 was ze muzikaal leider in de begeleidingsbands van Dinah Washington en Sarah Vaughan. In de jaren 1970 werkte Bown als pianiste in orkesten op Broadway en componeerde ze voor film en televisie. Ze woonde de laatste 37 jaar van haar leven in Greenwich Village en speelde regelmatig in de nachtclub Village Gate.

## Overlijden
Patti Bown overleed in maart 2008 op 76-jarige leeftijd.

## Discografie
Met Gene Ammons
- 1961: Up Tight! (Prestige)
- 1961: Boss Soul! (Prestige)
- 1962: Soul Summit Vol. 2 (Prestige)
- 1962, 1964: Late Hour Special (Prestige)
- 1962: The Soulful Moods of Gene Ammons (Moodsville)
- 1962, 1965: Sock! (Prestige)

Met Art Farmer
- 1966: New York Jazz Sextet: Group Therapy (Scepter)

Met Etta Jones
- 1962: Lonely and Blue (Prestige)

Met Quincy Jones
- 1959: The Birth of a Band! (Mercury)
- 1959: The Great Wide World of Quincy Jones (Mercury)
- 1960: I Dig Dancers (Mercury)
- 1959-1965: Quincy Plays for Pussycats (Mercury)

Met Oliver Nelson
- 1962: Afro/American Sketches (Prestige)
- 1964: Fantabulous (Argo)
- 1967: The Spirit of '67 met Pee Wee Russell (Impulse!)
- 1967: Jazzhattan Suite (Verve)

Met Cal Tjader
- 1964: Warm Wave (Verve)
- 1967: Hip Vibrations (Verve)

Met Big Joe Turner
- 1967: Singing the Blues (BluesWay)

Met Dave Van Ronk
- 1973: Songs for Ageing Children (Cadet)

Met Eddie 'Cleanhead' Vinson
- 1967: Cherry Red (BluesWay)

Met Dinah Washington
- 1961: I Wanna Be Loved (Mercury)
- 1957: Dinah Washington Sings Fats Waller (EmArcy)

- Bibliothèque nationale de France: cb138917678 (data)
- Gemeinsame Normdatei: 135207886
- International Standard Name Identifier: 0000 0000 5514 8855
- Library of Congress Control Number: n78071404
- MusicBrainz: f613df31-ab1b-406b-b439-aa4deb372790
- Virtual International Authority File: 65267543
- WorldCat: E39PBJghtkdrvJkWQR4yKWtR8C